# بیل کلیهر
بیل کلیهر (به انگلیسی: Bill Kelliher) متولد ۲۳ مارس ۱۹۷۱، (۳ فروردین ۱۳۵۰) در آتلانتا ایالت جورجیا، گیتاریست گروه مستودون می‌باشد.